# Lamine Condé
Pour les articles homonymes, voir Condé.
Lamine Condé est un député et homme politique guinéen.
Député uninominale de la circonscription de Kerouane de mars 2020 au 5 septembre 2021.

## Parcours Politique
Député uninominale de la commune de Kérouané de 2020 en 2021 de la dernier législation de mars 2020. Il est membre de la commission  affaires économiques et financières, du plan et de la coopération de la 9eme législative de la république de Guinée sous la présidence Alpha Condé.